# Anthony Rapp
Anthony Dean Rapp (ur. 26 października 1971 w Chicago) – amerykański aktor, działacz na rzecz środowiska LGBT.

## Życiorys

### Wczesne lata
Urodził się w Chicago w stanie Illinois jako syn pielęgniarki Mary Lee (z domu Baird; zm. 1997) i Douglasa Rapp. Jego starszy brat Adam Rapp (ur. 1968) to pisarz, dramaturg, scenarzysta, reżyser i muzyk. Miał też siostrę Anne.

### Kariera
26 grudnia 1981 w Alvin Theatre, w wieku 10 lat na Broadwayu został gwiazdą musicalu Mały Książę (The Little Prince and the Aviator) na podstawie książki Antoine’a de Saint-Exupéry z muzyką Johna Barry obok Michaela Yorka. Jego przyjacielem z dzieciństwa był Andy Dick, z którym wystąpił w szkolnym przedstawieniu Oliver!.
W 1996 roku stał się znany z roli Marka Cohena w broadwayowskim musicalu Rent, którą następnie powtórzył w filmowej adaptacji Chrisa Columbusa (2005). Wystąpił także jako tytułowy bohater broadwayowskiego musicalu You’re a Good Man, Charlie Brown (1999).
W 2000 roku wydał solowy album Look Around. W 2006 napisał swoją autobiografię Without You: A Memoir of Love, Loss, and the Musical Rent.
Pojawił się jako złoczyńca w jednym z odcinków serialu Świry (Psych, 2013).

## Życie osobiste
Sam określa się terminem „queer”. W wieku lat osiemnastu dokonał coming outu jako mężczyzna biseksualny.
W październiku 2017, podczas wywiadu dla portalu BuzzFeed oskarżył aktora Kevina Spacey'a o molestowanie seksualne. Sytuacja miała mieć miejsce w roku 1986, gdy Rapp miał 14 lat. Wtedy grał w sztuce Precious Sons z Edem Harrisem, zaproszony do mieszkania aktora, gdzie odbywała się duża impreza. Ze względu na to, że nikogo nie znał, przesiedział większość czasu w sypialni, oglądając telewizję. Po jakimś czasie dołączył do niego Spacey, miał go wówczas wziąć na ręce, „tak, jak pan młody przenosi pannę młodą nad progiem”, a następnie umieścić na łóżku i położyć się na nim. Wtedy Rapp miał okazać, że nie jest zainteresowany, a następnie opuścił pomieszczenie. Jak przyznaje, ta sytuacja powracała do niego latami.

## Wybrana filmografia
- 1992: Więzy przyjaźni jako Richard „McGoo” Collins
- 1993: Uczniowska balanga jako Tony Olson
- 1993: Szósty stopień oddalenia jako Ben
- 1996: Twister jako Tony
- 1997: Spin City w roli samego siebie
- 1997: Z Archiwum X jako Jeff Glaser
- 2000: Ostra jazda jako Jacob Schultz
- 2001: Piękny umysł jako Bender
- 2004: Prawo i porządek: sekcja specjalna jako Matt Spevak
- 2005: Rent jako Mark Cohen
- 2006–2007: Uprowadzeni jako Larry Kellogg
- 2012: Prawo i porządek: sekcja specjalna jako Nathan Forrester
- 2013: Świry jako Zachary Wallace Zander Z
- 2015: The Knick jako dr Thurman Drexler
- 2017: Sprawa idealna jako Glenn
- 2017: Star Trek: Discovery jako porucznik Paul Stamets